# 미원초등학교 금관분교
미원초등학교 금관분교는 대한민국 충청북도 청주시 상당구 미원면 금관리에 있는 공립 초등학교이다.

## 연혁
- 1934년 5월 28일 : 미원공립보통학교 부설 금관간이학교로 개교(설립인가 3월 30일)
- 1941년 1월 1일 : 금관공립국민학교로 변경
- 1984년 3월 12일 : 병설유치원 개원
- 1996년 3월 1일 : 금관초등학교로 개칭
- 2001년 3월 1일 : 미원초등학교 금관분교로 개편